# Головин, Николай Николаевич (1756)
Граф Никола́й Никола́евич Голови́н (1756 — 2 июня 1821, Санкт-Петербург) — действительный тайный советник, член Государственного совета Российской империи, обер-шенк. Известный щёголь и мот, спустивший всё состояние графов Головиных и оставивший после себя колоссальные долги.

## Биография
Происходил из графской ветви древнего боярского рода Головиных, владевшей имением Воротынец. Сын графа Николая Александровича Головина (внука петровского сподвижника Ф. А. Головина) от брака с Анастасией Степановной Лопухиной (дочерью печально известной Н. Ф. Лопухиной и троюродной сестрой Петра II).
В раннем детстве был товарищем по играм великого князя Павла Петровича. В 1782 году для завершения образования был отправлен за границу. Во Франции Головин имел связь со знаменитой «Амазонкой свободы» Теруань де Мерикур и сумел обзавестись внебрачным сыном (по фамилии Ловин) и дочерью (была выдана замуж за де Ривиера, гессенского посланника в Петербурге), о которых впоследствии пришлось заботиться его жене.

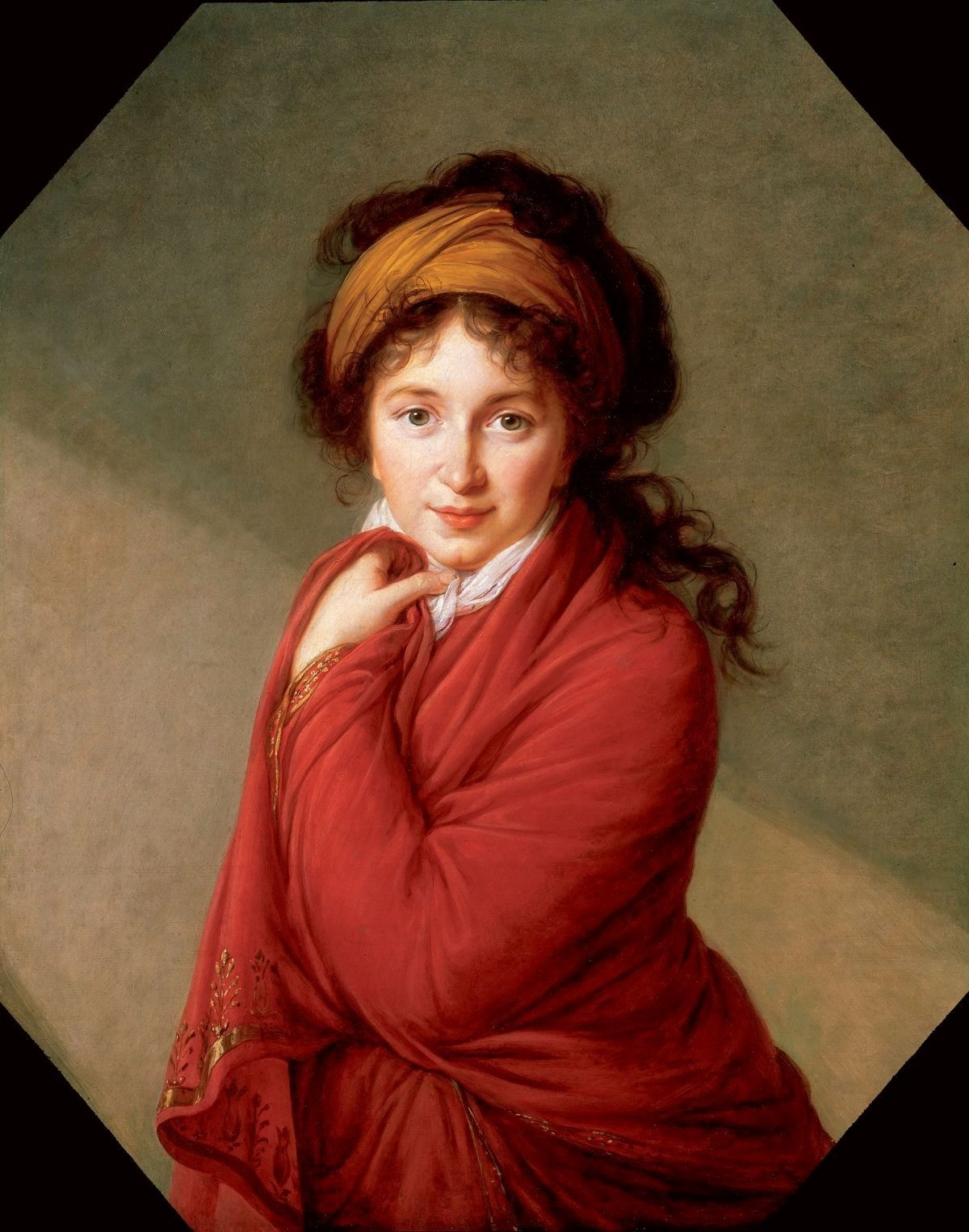
Варвара Головина

По возвращении начал службу в гвардии, куда был с детства зачислен сержантом. 4 октября 1786 год женился на девятнадцатилетней княжне Варваре Николаевне Голицыной. Свадьба праздновалась в Зимнем дворце, императрица лично надевала на невесту бриллианты. Супруги очень любили друг друга и производили впечатление счастливой пары, но не были счастливы. Головин вёл легкомысленный и расточительный образ жизни. Варвара Николаевна искала утешения в религии и позднее перешла в католичество.
В 1788 году во время шведской войны капитан Головин находился в финской армии, затем был пожалован в полковники. Во время русско-турецкой войны был в армии Потёмкина, при осаде Килии; в 1789 году принял командование Мариупольским легкоконным полком.
В 1793 году был назначен гофмаршалом двора великого князя Александра Павловича, где близко подружился с Ростопчиным. После воцарения Павла I был произведён в тайные и действительные тайные советники, награждён орденом Святого Александра Невского (1799), стал президентом почтового департамента и сенатором, но попал в немилость и был удалён от двора. В 1801 году оставил пост президента почтового департамента, а в 1802 году совсем оставил службу.
Александр I хотя и не любил Головина, но оказывал ему внимание: пожаловал его обер-шенком (25.03.1812), назначил председателем особой комиссии для помощи жителям разорённой Москвы (1813), членом комиссии по постройке Исаакиевского собора и членом Государственного совета (1816) с повелением заседать в департаменте государственной экономии.
Современники были весьма невысокого мнения о Головине: князь П. А. Вяземский считал его «пустым человеком», Безбородко отзывался о нём как о «негодяе». Тем не менее в Петербурге «все как бы в какой верный банк вверяли свои большие и малые капиталы» этому представительному вельможе. Когда он скончался от водянки в 1821 году, открылось его совершенное банкротство, разорившее многих. Похоронен на Лазоревском кладбище Александро-Невской Лавры.

## Головинские долги
Граф Головин подолгу живал за границей, ведя крайне роскошный образ жизни так, что растратил всё своё громадное состояние и вошёл в неоплатные долги. Его некогда прославленное имение Воротынец родственники отказались принимать в наследство, дабы не платить долги, которыми оно было обременено. Правительство целый год печатало в «Сенатских ведомостях» объявление о лотерее, в которой разыгрывалась недвижимость графа Головина. Наконец в 1823 году победителями были объявлены пятеро жителей Одессы, которые за 200000 рублей уступили свои права министерству уделов. Специально образованный приказ управлял Воротынцем до самой отмены крепостного права в 1861 г.

## Семья
В браке с княжной Варварой Николаевной Голицыной, известной мемуаристкой, имел четырёх детей:
- сын (род. и ум. 1787)
- Прасковья Николаевна (1790—1869), автор «Воспоминаний», перешла в католичество, с 1819 года жена графа Яна Фредро (1784—1845).
- дочь (род. и ум. 1792)
- Елизавета Николаевна (1795—1867), фрейлина, перешла в католичество, была замужем за дипломатом графом Л. С. Потоцким (1789—1860).